# Ostiariusz
Ostiariusz – chrześcijanin, któremu poprzez ustanowienie powierzono sprawowanie pieczy nad świątynią oraz dzwonienie na nabożeństwa. 
W Starym Testamencie zostali opisani wyznaczeni stróże, którzy otwierali o świcie bramy świątyni, pilnowali do niej wchodzących. W pierwotnym Kościele wprowadzono taką posługę w miejscach gromadzenia się wyznawców Chrystusa. Czuwali oni, by na zgromadzenie nie przychodzili nieochrzczeni, w razie niebezpieczeństwa ostrzegali, a po homilii pilnowali, by pomieszczenie, w którym sprawowana była liturgia opuścili katechumeni oraz pokutnicy. Pełnili też funkcje posłów biskupich. Nałożono na nich również obowiązek dzwonienia na nabożeństwa.
Posługa ostiariatu została zniesiona w 1972 roku przez papieża Pawła VI. Zachowano ją jedynie we wspólnotach związanych z liturgią przedsoborową, a zadania ostiariusza w parafiach wykonują obecnie zakrystianie.